# Бомбаши (филм)
Бомбаши је југословенски филм снимљен 1973. године у режији Предрага Голубовића, а сценарио су писали Ратко Ђуровић и Влатко Гилић.

## Радња
Бомбаши Ђока и Ковач су добри другови, храбри и вешти људи, који су у рату имали посебан однос према другима и према смрти.

## Улоге
| Глумац                   | Улога             |
| ------------------------ | ----------------- |
| Велимир Бата Живојиновић | Ђока              |
| Љубиша Самарџић          | Ковач             |
| Абдурахман Шаља          |                   |
| Истреф Беголи            |                   |
| Ранка Црња               |                   |
| Боро Беговић             | Бомбаш            |
| Рената Фрeискорн         | Партизанка        |
| Богдан Јакуш             |                   |
| Дуња Ланго               | Сања              |
| Мирољуб Лешо             | Никола            |
| Вељко Мандић             | Милиционер        |
| Слободанка Марковић      | Марија            |
| Мијо Мијушковић          | Мајстор           |
| Драган Шаковић           | Лекар             |
| Маринко Шебез            |                   |
| Анка Зупанц              | Медицинска сестра |